# Heinrich Diers
Heinrich Diers (* 22. Februar 1894 in Oldenburg (Oldb); † 3. Oktober 1980 ebenda) war ein deutscher Autor. Er verfasste Bühnenstücke und weitere Werke in niederdeutscher Sprache.

## Leben
Heinrich Diers wurde 1894 als Sohn eines Bäckermeisters in Oldenburg (Oldenburg) geboren. Dort besuchte er die Volksschule und ab 1903 die Oberrealschule. Anschließend studierte er von 1909 bis 1912 am Lehrerseminar in Oldenburg. Diers war bis zu seiner Pensionierung 1953 als Lehrer tätig. Von 1948 bis 1968 war er Lehrbeauftragter für Niederdeutsch an der Pädagogischen Hochschule Oldenburg.
Diers fungierte von 1926 bis 1971 als Schriftleiter des Oldenburgischen Hauskalenders (Stalling-Verlag) und war ab 1954  Schriftleiter von De Plattdüütsch Klenner. Er leitete ab 1946 den Verein „Ollnborger Kring“. Mit Elisabeth Reinke und einigen Gleichgesinnten gründete Diers im Dezember 1947 den „Spieker – Bund Oldenburger Heimatvereine“, dessen Leiter („Baas“) er von 1948 bis 1978 war.

## Ehrungen
- 1959: Bundesverdienstkreuz 2. Klasse
- 1962: Niedersächsischer Verdienstorden 1. Klasse
- 1974: Oldenburg-Preis (Oldenburgische Landschaft)
- 1980: Quickborn-Preis

Nach Heinrich Diers wurden Straßen in Oldenburg-Bloherfelde sowie Edewecht-Friedrichsfehn benannt.

## Werke (Auswahl)
- Dat Musfallspill: Een Störtebecker-Spill in dree Akten un een Woort vorup. Quickborn, Hamburg 1933 (UA: Niederdeutsche Bühne Hamburg, 30. März 1932)[2]
- De Ebener: Kummedi in eenen Uptoog. Quickborn, Hamburg 1933 (UA: Niederdeutsche Bühne Oldenburg, 11. April 1932)[3]
- Das Sieltor. Gedichte. Schulzesche Verlagsbuchhandlung, Oldenburg 1934
- Fastelabend heet ik: Ein Fastelabend-Spiel für Kinder. Walther, Oldenburg 1953 (UA: August-Hinrichs-Bühne Oldenburg, 7. Februar 1947)[4]
- Min plattdütsch Land: Sammlung von Dichtungen Oldenburger Schriftsteller. Dieckmann, Oldenburg 1953
- Rieke: Ein Alt-Wangeroog-Spiel. Scharf, Oldenburg 1954 (UA: Heimatverein Wangerooge, 6. Juni 1954)[5]
- De Klootscheeter: Spill in 1 Akt. Quickborn-Verlag, Hamburg 1954 (UA: Niederdeutsche Bühne Neuenburg, 12. November 1954)[6]
- Bäckers Kind: Vergnöglich Spill. Mahnke, Verden 1963 (UA: Niederdeutsche Bühne Oldenburg, 31. März 1963)[7]
- Van Land un Lü: Plattdeutsche Lesestoffe für Oldenburger Schulen. Folge 1, Vechtaer Druckerei und Verlag, Vechta 1965
- Riemels, Radels, Rummelpott: Plattdeutsche Kinderreime. Sachse & Pohl, Göttingen 1968
- Dat dat dat gifft! Anekdoten aus Stadt u. Land Oldenburg. Schuster, Leer 1970, ISBN 3-7963-0016-2
- Van Land un Lü., Folge 2, Holzberg, Oldenburg 1976, ISBN 3-87358-086-1
- De witte Vagel. Holzberg, Oldenburg 1977, ISBN 3-87358-092-6